# NGC 185
NGC 185 (ook wel PGC 2329, UGC 396, MCG 8-2-10, ZWG 550.9 of IRAS00362+4803) is een dwergsterrenstelsel in het sterrenbeeld Cassiopeia. NGC 185 maakt deel uit van de Lokale Groep en is een satelliet van de Andromedanevel (M31). Het vormt verder een paar met NGC 147, een andere satelliet van M31. NGC 185 staat op ongeveer 2,3 miljoen lichtjaar van de Aarde.
NGC 185 werd op 30 november 1787 ontdekt door de Duits-Britse astronoom William Herschel.